# Belovári székesegyház
A Belovári Ávilai Szent Teréz Székesegyház (horvátul: Katedrala sv. Terezije Avilske u Bjelovaru) a Belovár-Kőrösi egyházmegye horvátországi Belovárban, az Eugen Kvaternik téren található barokk székesegyháza. 2009-ig plébániatemplom volt, ebben az évben szentelték székesegyházzá.

## Története

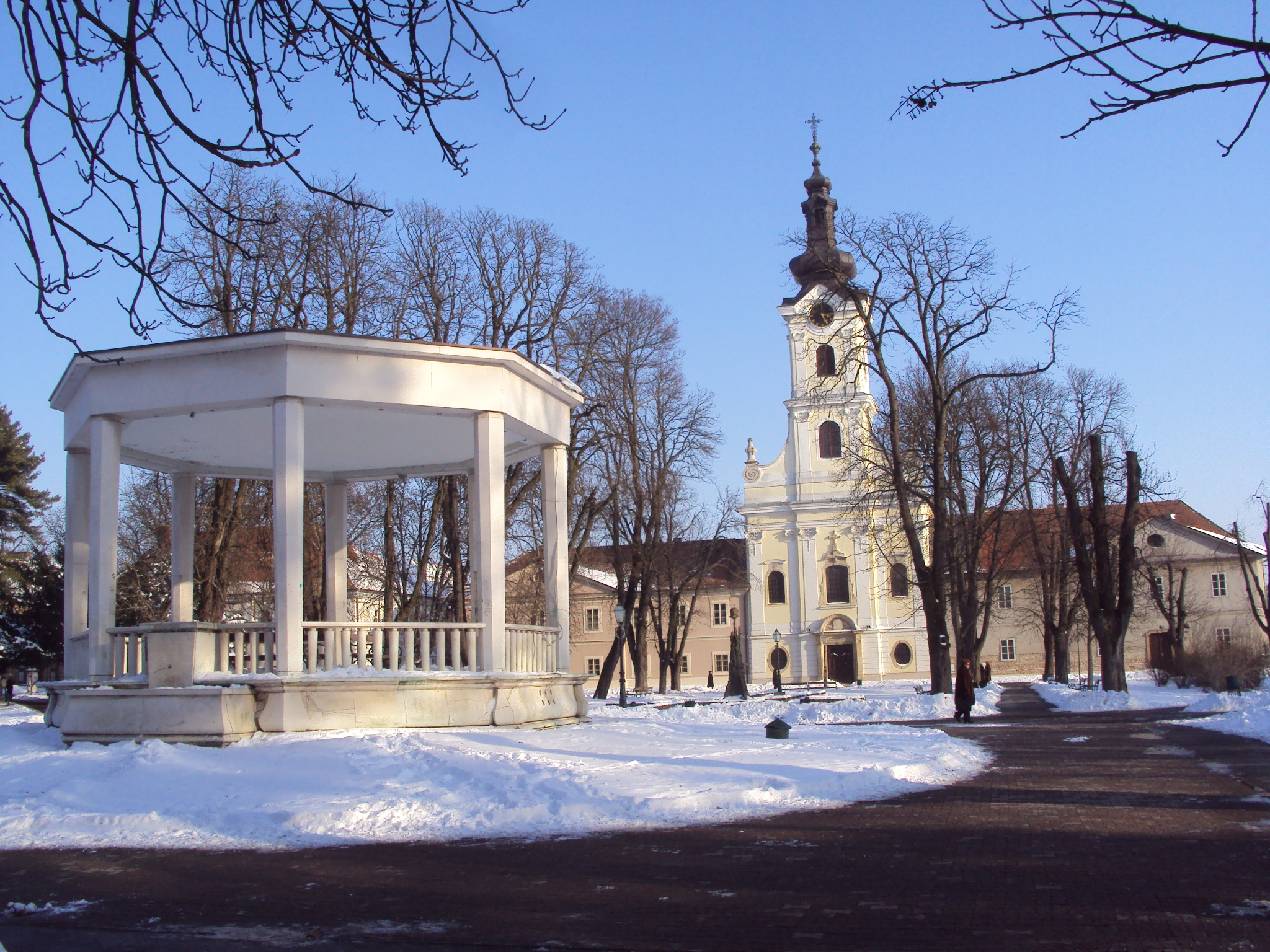
A templom télen

1761-ben két cseh, gyermekek és serdülők nevelésével foglalkozó testvér, Hubert és Ignatius Diviš, a piarista rend tagjai Belovárra érkeztek, ahol csak egy kis kápolnát találtak, így úgy döntöttek, hogy egy templom építésébe fognak.
Az alapokat 1765. április 10-én fektették le, az alapkőletétel május 12-én volt. A templom 1770-re meg is épült, 1772. október 15-én Ávilai Szent Teréz nevében szentelték fel. A torony 1774-ben épült meg. 1775. október 10-én áldotta meg a templomot Josip Galjuf zágrábi püspök. A templom körülbelül 1000 emberről gondoskodott, alatta földalatti temetkezési helyek voltak, de csak keveseknek volt itt a végső nyughelye.
A templom névadója Ávilai Szent Teréz, spanyol szent és egyháztanító, egyben a Belovárt 1756-ban megalapító Mária Terézia védőszentje is ő volt.
Az 1880-as zágrábi földrengésben megrongálódott a templom és a paplak is. A templomot 1888-ban az építész Hermann Bollé vezetésével átépítették 1888-ban, belsejének megújítását 1896-ban fejezték be.
A Szent Teréz plébániatemplom Belovárt és környékét látta el 1980-ig, amikor másik két plébánia is alakult.
1991. szeptember 29-én, a horvátországi háború során egy kézigránát találta el a templomot, három nő halálát okozva. A horvát hadsereg és a JNA összecsapásának áldozatai emlékére egy emléktáblát is emeltek a templom homlokzatán.
2009. december 5-én XVI. Benedek pápa megalapította a Belovár-Kőrösi egyházmegyét, így a templomból székesegyház lett.

## Fordítás
Ez a szócikk részben vagy egészben  a   Bjelovar Cathedral című angol Wikipédia-szócikk ezen változatának fordításán alapul.  Az eredeti cikk szerkesztőit annak laptörténete sorolja fel. Ez a jelzés csupán a megfogalmazás eredetét és a szerzői jogokat jelzi, nem szolgál a cikkben szereplő információk forrásmegjelöléseként.